# Grigorij Pantelejevič Kravčenko
Grigorij Pantelejevič Kravčenko (rusko Григо́рий Пантеле́евич Кра́вченко), sovjetsko-ruski general, vojaški pilot, preizkusni pilot, letalski as in dvojni heroj Sovjetske zveze, * 5. oktober 1912, Golubovka, Ruski imperij (danes Novomoskovsk, Dnepropetrovsk, Ukrajina), † 23. februar 1943, Sinjavino, Kirov (Leningrad).
Kravčenko je v svoji vojaški karieri dosegel 17 samostojnih in 1 skupno zračno zmago (drugi viri navajajo 23+1 zračne zmage).

## Življenje
Leta 1931 je končal tehniško šolo v Moskvi; potem je bil sprejet v BKP in vpoklican v Rdečo armado. Naslednje leto je končal šolanje na vojnoletalski pilotski šoli kot pilot-inštruktor. 
Med letoma 1933 in 1934 je bil nameščen v frontnih enotah. Poleti 1934 je postal preizkusni pilot v Znanstvenem preizkusnem inštitutu Vojnoletalskih sil ZSSR.
Od marca do avgusta 1938 je sodeloval v drugi kitajsko-japonski vojni, kjer je opravil 76 bojnih poletov in v osmih zračnih spopadih dosegel 6 zračnih zmag (drugi viri 11). 26. aprila 1938 je bil tudi sam sestreljen, a je uspel zasilno pristati. Julija 1938 je bil drugič sestreljen, tokrat pa se je rešil s padalom.
Potem se je ponovno vrnil v Inštitut, kjer je opravljal preizkuse na I-16-10M, I-16-17, I-153 in Di-6. 
Udeležil se je sovjetsko-japonske mejne vojne leta 1939 (od junija do septembra 1939) V sestavi 22. IAPa; sprva je bil poveljnik eskadrilje, nato pa polka. Udeležen je bil v 8 zračnih spopadov, v katerih je dosegel 3 samostojne in 4 skupne zračne zmage. 27. junija 1939 je moral zasilno pristati zaradi pomanjkanja goriva. 
Septembra 1939 je sodeloval pri sovjetski okupaciji Poljske kot svetovalec pri zračni diviziji. Nato je postal načelnik oddelka lovskih letal pri Oddelku za razvoj bojnega usposabljanja Vojnoletalskih sil Rdeče armade.
Od decembra 1939 do marca 1940 je sodeloval v zimski vojni kot poveljnik posebne zračne skupine (2 lovska in 2 bombniška letalska polka), ki je bila nastanjena v Estoniji.
Poleti 1940 je sodeloval pri sovjetski okupaciji Estonije. Med majem in julijem 1940 je bil načelnik Oddelka lovskih letal pri Zračnotehnični inšpekciji Vojnoletalskih sil Rdeče armade. Nato je do novembra 1940 poveljeval vojnemu letalstvu Baltiškemu vojaškemu okrožju. 
Leta 1941 je končal napredni poveljniški tečaj na vojaški akademiji Združenega štaba Rdeče armade.
Med drugo svetovno vojno je bil sprva poveljnik 11. mešane letalske divizije. 
Novembra 1941 je postal poveljnik vojnega letalstva 3. armade Brjanske fronte. Marca 1942 je postal poveljnik 8. jurišne letalske skupine generalštaba Brjanske fronte. Maja 1942 je postal poveljnik novoustanovljene 215. lovsko letalske divizije.
23. februarja 1943 je bil ubit v zračnem spopadu, ko je bil njegov La-5 sestreljen.
Njegova žara leži v kremeljskem zidu pri Rdečem trgu.

## Napredovanja
- ? - poročnik
- ? - nadporočnik
- ? - stotnik
- 1938 - major
- 4. junij 1940 - generalporočnik vojnega letalstva

## Odlikovanja
- heroj Sovjetske zveze (22. februar 1939, 29. avgust 1939)
- red Lenina (22. februar 1939)
- red rdeče zastave (14. november 1938, 19. januar 1940)
- red domovinske vojne (22. februar 1943)
- red simbola časti (25. maj 1936)
- red bojujoče rdeče zastave (Mongolija, 1939)